# Manganberzeliit
Das Mineral Manganberzeliit ist ein sehr seltenes Arsenat aus der Granatgruppe und hat die Endgliedzusammensetzung Ca2+2Na+Mn2+2As5+3O12. Es kristallisiert im kubischen Kristallsystem mit der Struktur von Granat.
Manganberzeliit tritt in Form harzglänzender, feinkörniger Massen, Krusten und Kluftfüllungen oder meist xenomorpher Kristalle von selten über einem Millimeter Größe auf. Die Farbe variiert mit zunehmenden Mangangehalten von gelb über orange bis bräunlich.
Gebildet wird Manganberzeliit bei der Metamorphose von karbonatischen, manganhaltigen Sedimenten. Die Typlokalität ist die extrem mineralreiche Eisen-Mangan-Skarnlagerstätte Långban in der Gemeinde Filipstad, Provinz Värmlands län, Schweden.

## Etymologie und Geschichte
Die erste Beschreibung eines manganreichen, berzeliitartigen Minerals aus der Sjögruvan Mine bei Långban erfolgte 1886 durch L. J. Ingelström unter dem Namen Pyrrhoarsenit. Nachdem S. A. H. Sjögren 1894 bei genaueren chemischen Analysen Mangangehalte bestimmte, die, in Atomverhältnisse umgerechnet, den Magnesiumgehalten von Berzeliit entsprechen, folgerte Ingelström, dass sein Pyrrhoarsenit eine manganreiche Varietät von Berzeliit ist und führte den Namen Mangan-Berzeliit ein. Diese Bezeichnung wurde seitdem in unterschiedlicher Schreibweise von verschiedenen Autoren verwendet: Manganberzeliit (Hintze 1922) oder Mn-Berzeliit (Landergren 1930).
Sjögren war der erste, der bereits 1894 den bis dahin übersehenen Natriumgehalt des Manganberzeliit bestimmt hatte. Erst 1930 wurde der Natrium-Gehalt auch für Berzeliit belegt, als der österreichische Mineraloge Felix Machatschki die Granatstruktur von Berzeliit bestimmte.
1972 führte Paul B. Moore eine erneute röntgenographische Untersuchung der von Ingelson beschriebenen Mangan-Arsenate der Sjö Mine durch und konnte belegen, dass Ingelströms Pyrrhoarsenit strukturell dem Berzeliit entspricht. Er schlug vor, den Namen Pyrrhoarsenit zugunsten von Berzeliit zu verwerfen, reichte diesen Vorschlag aber nicht bei der CNMMN ein. Angesichts der selbst für die damaligen Möglichkeiten schlechten Beschreibung des Pyrrhoarsenit durch Ingelström wurde der später eingeführte Name Manganberzeliit bis heute beibehalten.
Die ersten Synthesen erfolgten 1968 von Jun Ito vom Department of Geological Sciences der Harvard University in Cambridge (Massachusetts). Er konnte zeigen, dass Berzeliit und sein Manganäquivalent Manganberzeliit lückenlos mischbar und bei Temperaturen oberhalb 550 °C (1,5 kBar) nicht mehr stabil sind.
Khorari und seine Mitarbeiter konnten 1995 mit weiteren Untersuchungen an synthetischen Arsenatgranaten zeigen, dass Berzeliit polymorph ist und bei hohen Temperaturen in die Struktur von Alluaudit übergeht.
Da der Manganberzeliit bereits lange vor der Gründung der International Mineralogical Association (IMA) bekannt und als eigenständige Mineralart anerkannt war, wurde dies von ihrer Commission on New Minerals, Nomenclature and Classification (CNMNC) übernommen und bezeichnet den Manganberzeliit als sogenanntes „grandfathered“ (G) Mineral. Die seit 2021 ebenfalls von der IMA/CNMNC anerkannte Kurzbezeichnung (auch Mineral-Symbol) von Manganberzeliit lautet „Mbzl“.
Ein Aufbewahrungsort für das Typmaterial des Minerals ist nicht dokumentiert.

## Klassifikation
Die aktuelle Klassifikation der International Mineralogical Association (IMA) zählt den Manganberzeliit zur Granat-Obergruppe, wo er zusammen mit Berzeliit, Palenzonait und Schäferit die Berzeliitgruppe mit 15 positiven Ladungen auf der tetraedrisch koordinierten Gitterposition bildet.
In der veralteten 8. Auflage der Mineralsystematik nach Strunz gehörte der Manganberzeliit zur Mineralklasse der „Phosphate, Arsenate und Vanadate“ und dort zur Abteilung „Wasserfreie Phosphate, Arsenate und Vanadate ohne fremde Anionen“, wo er zusammen mit Berzeliit und Griphit die „Berzeliit-Reihe“ mit der Systemnummer VII/A.07 bildete.
In der zuletzt 2018 überarbeiteten Lapis-Systematik nach Stefan Weiß, die formal auf der alten Systematik von Karl Hugo Strunz in der 8. Auflage basiert, erhielt das Mineral die System- und Mineralnummer VII/A.08-040. Dies entspricht ebenfalls der Abteilung „Wasserfreie Phosphate [PO4]3−, ohne fremde Anionen“, wo Manganberzeliit zusammen mit Berzeliit, Chladniit, Fillowit, Galileiit, Johnsomervilleit, Palenzonait, Schäferit, Stornesit-(Y) und Xenophyllit eine unbenannte Gruppe mit der Systemnummer VII/A.08 bildet.
Auch die von der International Mineralogical Association (IMA) zuletzt 2009 aktualisierte 9. Auflage der Strunz’schen Mineralsystematik ordnet den Manganberzeliit in die Abteilung der „Phosphate usw. ohne zusätzliche Anionen; ohne H2O“ ein. Diese ist weiter unterteilt nach der relativen Größe der beteiligten Kationen, so dass das Mineral entsprechend seiner Zusammensetzung in der Unterabteilung „Mit mittelgroßen und großen Kationen“ zu finden ist, wo es mit Berzeliit, Palenzonait und Schäferit die „Berzeliitgruppe“ mit der Systemnummer 8.AC.25 bildet.
In der vorwiegend im englischen Sprachraum gebräuchlichen Systematik der Minerale nach Dana hat Manganberzeliit die System- und Mineralnummer 38.02.01.02. Dies entspricht ebenfalls der Klasse der „Phosphate, Arsenate und Vanadate“ und dort der Abteilung der „Wasserfreie Phosphate etc.“. Hier ist er zusammen mit Berzeliit, Palenzonait und Schäferit in der Berzeliitgruppe mit der Systemnummer 38.02.01 innerhalb der Unterabteilung „Wasserfreie Phosphate etc., (A+B2+)5(XO4)3“ zu finden.

## Chemismus
Manganberzeliit mit der Endgliedzusammensetzung [X](Na+Ca2+2)[Y]Mn2+2[Z]As5+3O12 ist das Mangan-Analog von Berzeliit ([X](Na+Ca2+2)[Y]Mg2+2[Z]As5+3O12) sowie das Arsen-Analog von Palenzonait ([X](Na+Ca2+2)[Y]Mn2+2[Z]V5+3O12).
Für Manganberzeliit verschiedener Fundorte wurden folgende empirische Zusammensetzungen bestimmt:
- Varenche (Italien): [X](Ca2+2,00Na+1,02)[Y](Mn2+1,57Mg2+0,44)[Z](As5+2,64V5+0,32Si4+0,01)O12
- Gozaisho (Japan): [X](Ca2+2,01Na+1,01)[Y](Mn2+1,82Mg2+0,17Fe2+0,01)[Z](As5+2,86V5+0,07Si4+0,04)O12

Es besteht eine vollständige Austauschbarkeit von Mg und Mn auf der oktaedrisch koordinierten Y-Position, entsprechend der Austauschreaktion
- [Y]Mn2+ = [Y]Mg2+

Der Manganberzeliit aus der Varenche Miene im Aostatal ist ein Mischkristall mit Palenzonait/Schäferit entsprechend der Austauschreaktion
- [Z]As5+ = [Z]V5+

Manganberzeliit aus der Lagerstätte Jakobsberg bei Filipstad in der Provinz Värmlands län, Schweden, enthält bis zu 20 Mol-% Palenzonait (~0,6 apfu V5+).

## Kristallstruktur
Manganberzeliit kristallisiert mit kubischer Symmetrie in der Raumgruppe Ia3d (Raumgruppen-Nr. 230) mit 8 Formeleinheiten pro Elementarzelle. Der natürliche Mischkristall aus Franklin, New Jersey, hat den Gitterparameter a = 12,500 Å. Der Gitterparameter von synthetischem, reinem Berzeliit ist geringfügig größer: a = 12,52 Å.
Die Struktur ist die von Granat. Natrium (Na+) und Calcium (Ca2+) besetzten die dodekaedrisch von 8 Sauerstoffionen umgebene X-Position, Mangan (Mn2+) die oktaedrisch von 6 Sauerstoffionen umgebene Y-Position und die tetraedrisch von 4 Sauerstoffionen umgebenen Z-Position ist ausschließlich mit Arsen (As5+) besetzt.

## Bildung und Fundorte
Manganberzeliit bildet sich bei der Metamorphose von Eisen-Mangan-Lagerstätten.
Die Typlokalität ist die Eisen-Mangan-Skarnlagerstätte Långban in der Gemeinde Filipstad, Provinz Värmlands län, Schweden. Manganberzeliit tritt hier in manganreichen Skarnen zusammen mit Hämatit und Richterit oder Hausmannit, Baryt, Calcit und Richterit auf. Diese extrem mineralreiche Manganlagerstätte ist Typlokalität von über 70 weiteren, meist sehr seltenen Mineralen.
Ein weiteres, ähnliches Vorkommen in Schweden ist die Sjögruvan Mine bei Grythyttan in der Gemeinde Hällefors, ebenfalls Provinz Örebro län, Sweden. Hier tritt Manganberzeliit zusammen mit Calcit, Dolomit, Hausmannit und Blei auf.
In Italien findet sich Manganberzeliit in den metamorphen Manganlagerstätten der Provinz Cuneo im Piemont, im Aostatal, in Ligurien sowie in der Lombardei. Auf den Halden der Miniera della Valletta im Miara-Tal in der Gemeinde Canosio, Piemont, wurde Manganberzeliit zusammen mit Braccoit, Tiragalloit, Gamagarit, Hämatit, Palenzonait, Quarz, Saneroit und Tokyoit gefunden.
In der Schweiz wurde Manganberzeliit in mehreren metamorphen Manganvorkommen im Albulatal und in Hinterrheintal in Graubünden gefunden.
In der amphibolitfaziel überprägten Manganlagerstätte der Gozaisho Mine bei Iwaki in der Präfektur Fukushima auf der Insel Honshū, Japan tritt Manganberzeliit zusammen mit Rhodochrosit, Ägirin, Albit und Rhodonit auf.
Den ersten Fund von Manganberzeliit in den USA machten zwei private Sammler aus Warwick und Westfield. Aus einer alten Sammlung erwarben sie Fundstücke aus der sehr mineralreichen Franklin Mine in New Jersey. Manganberzeliit tritt hier in körnigen Gängchen auf, die das Franklinit-Willemit-Erz durchziehen.
Weitere dokumentierte Vorkommen sind Mieslkopf und Unterweg im Silltal, Österreich, die Palhal Kupfer-Nickel-Grube bei Albergaria-a-Velha in Portugal, die Dzhumart-Eisen-Manganlagerstätte bei Qaraghandy in Kasachstan, die Kombat Mine bei Kombat in Namibia und die Alfredo-Jahn-Höhle bei Birongo in Miranda, Venezuela.